# Абрамовський Роман Романович
Абрамовський Роман Романович (нар. 5 жовтня 1973) — Міністр захисту довкілля та природних ресурсів України з 19 червня 2020 до 3 листопада 2021.

## Життєпис
Народився 5 жовтня 1973 року в Комсомольську-на-Амурі Хабаровського краю в РСФСР. 2006 року закінчив Київський університет МВС.

### Трудова діяльність
З 1992 року працював топ-менеджером різноманітних підприємств — «Юрзовнішконсульт», «Украгробізнес», «Консул-моторс», «Автоленд», «ЕМЗ Металіст», «Укрстальконструкція», «Ріола-Модуль ЛТД». Компанією «Укрстальконструкція», якою з 2008 по 2012 рік керував Роман, контролюють Сергій та Олександр Тарута.
01.2013 — 11.2014 — штатний помічник на платній основі нардепа 7-го скликання від Партії регіонів Олександра Бобкова, який після початку російсько-української війни на Донбасі перейшов на сторону терористів та очолив терористичну роту «Пятнашка».
12.2014 — 02.2015 — заступник директора в ТзОВ «Ріола Модуль ЛТД».
04.02.2015 — до 23.09.2015 — заступник міністра в Міністерстві регіонального розвитку України Геннадія Зубка.
З 3 жовтня 2019 — заступник міністра енергетики та захисту довкілля України Ольги Буславець.
З 19 червня 2020 — Міністр захисту довкілля та природних ресурсів України. 
20 жовтня 2021 року подав у відставку з посади міністра. 3 листопада 2021 року Верховна Рада України підтримала звільнення міністра екології Романа Абрамовського. Це рішення підтримали 322 народні депутати.

## Статки
2019 року він вказав 2,5 млн грн та 460 тисяч євро готівкою, які зберігаються в українській філії російського «Сбербанку». Також було задекларовано 970 тис. $ та 890 тис. грн на рахунку дружини. Окрім того, було задекларовано квартиру, годинник Ulisse Nardin, годинник дружини Bregeut та її ж ювелірні прикраси. Загалом було задекларовано три автомобілі — Mercedes Benz, Land Rover та BMW. При цьому зарплатня Абрамовського за основним місцем роботи 2019 року склала 262,207 грн.

## Критика
Після призначення Абрамовського міністром, журналісти «Схем» виявили, що компанія «Київгідромонтаж», що належить дружині Романа, фігурує у кримінальній справі НАБУ. Справу було відкрито 21 січня 2020-го. 2017 року фірма перемогла в тендері держпідприємства «Укрводшлях» на ремонт Канівського судноплавного шлюзу та отримала 20,9 млн грн за заміну ворот шлюзу, але роботи виконано не було. До 2019 року сам Роман входив до наглядової ради компанії.

## Сім'я
- дружина Юрченко Світлана Миколаївна (разом з чоловіком є директором ТОВ «Корнел Україна»[16], що займається виробництвом пластмасових та гумових виробів, а також будівництвом). Також Світлана володіє компаніями з виробництва електроенергії «Трескон», «Інконі» та «Інтоні» (до 2019 року співвласником у компаніях був сам Абрамовський), підприємство «Київгідромонтаж» (будівництво житлових і нежитлових будівель, водних споруд, торгівля будматеріалами), також має у власності 50 % компанії з виробництва електроенергії «Кам'янка-Столар» та будівельному підприємстві «Республіканський центр будівельних експертиз».
- син Абрамовський Олександр Романович
- син Абрамовский Олексій Романович[17]